# Discographie d'Extreme
Cet article présente la discographie du groupe de hard rock / funk metal américain, Extreme. Elle est constituée de six albums studios, deux albums live, deux compilations et vingt et un singles. Deux Ep's sont également parus mais uniquement au Japon.

## Présentation
Formé en 1985 à Boston autour de Gary Cherone (chant), Nuno Bettencourt (guitare) et Paul Geary (batterie) et rejoint en 1986 par le bassiste Pat Badger, le groupe publie son premmier album éponyme en mars 1989 sur le label A&M Records. Il atteindra la 80e place du Billboard 200 américain et sera promu par quatre singles dans lesquels figure Kid Ego qui se classa à la 39e place du Mainstream Rock Tracks chart. En 1990 sort le deuxième album Extreme II: Pornograffitti qui fera connaitre le groupe sur la scène internationale. Il se classa à la 10e place du Billboard 200 et sera l'album du groupe qui se vendra le mieux, plus de deux millions d'exemplaires rien qu'au États-Unis. Il fera également un carton au Canada où il atteindra la première place des charts. Le single issu de l'album, More Than Words, se classa à la première place du Billboard Hot 100 américain mais également dans les charts Belges, hollandais, canadiens et néo-zélandais. Il sera récompensé par plusieurs disque d'or (États-Unis, Pays-Bas, Italie...) ou de platine (Canadza, Royaume-Uni...).
III Sides to Every Story sort en septembre 1992, il s'agit d'un album-concept d'une durée supérieure à quatre vingt minutes. Il n'obtiendra pas le même succès que son prédécesseur mais se classa quand même à la 10e place aux États-Unis et à la seconde place au Royaume-Uni. Le single Rest in Peace atteindra la première place du Mainstream Rock Chart. Le quatrième album, le dernier dans lequel apparait le batteur, Paul Geary, sort en janvier 1995. Moins produit que ces prédécesseur, il ne séduira pas les fans du groupe avec des chansons possédant un son plus "cru" (US # 40, UK # 10). Après la tournée de promo de l'album, le groupe se sépare.
Le groupe se reformera deux fois. Premièrement en 2008 pour l'album Saudades de Rock (US # 78) et en 2023 pour l'album Six (US #67), UK # 22) sans connaitr le succès de ces débuts.

## Albums

### Albums studio
| Titre                                                                          | Classements des ventes | Classements des ventes | Classements des ventes | Classements des ventes | Classements des ventes | Classements des ventes | Classements des ventes | Classements des ventes | Classements des ventes | Classements des ventes | Classements des ventes | Classements des ventes | Classements des ventes | Classements des ventes | Classements des ventes | Classements des ventes | Classements des ventes | Classements des ventes | Certifications                                                 |
| Titre                                                                          | USA                    | ALL                    | AUS                    | AUT                    | BEL (V)                | BEL (W)                | CAN                    | ECO                    | ESP                    | FIN                    | FRA                    | ITA                    | NOR                    | N-Z                    | P-B                    | SUÈ                    | SUI                    | R-U                    | Certifications                                                 |
| ------------------------------------------------------------------------------ | ---------------------- | ---------------------- | ---------------------- | ---------------------- | ---------------------- | ---------------------- | ---------------------- | ---------------------- | ---------------------- | ---------------------- | ---------------------- | ---------------------- | ---------------------- | ---------------------- | ---------------------- | ---------------------- | ---------------------- | ---------------------- | -------------------------------------------------------------- |
| Extreme - Sortie : mars 1989 - Label : A&M                                     | 80                     | —                      | —                      | —                      | —                      | —                      | —                      | —                      | —                      | —                      | —                      | —                      | —                      | —                      | —                      | —                      | —                      | —                      | —                                                              |
| Extreme II: Pornograffitti - Sortie : 7 août 1990 - Label : A&M                | 10                     | 15                     | 29                     | 17                     | —                      | —                      | 1                      | —                      | —                      | —                      | —                      | —                      | 20                     | 32                     | 16                     | 37                     | 10                     | 12                     | : 2 × Platine · : Or · : 3 × Platine · : Or · : Or · : Platine |
| III Sides to Every Story - Sortie : 22 septembre 1992 - Label : A&M            | 10                     | 20                     | 42                     | 27                     | —                      | —                      | 10                     | —                      | —                      | —                      | 29                     | —                      | 17                     | 12                     | 13                     | 14                     | 14                     | 2                      | : Or · : Platine · : Or ·                                      |
| Waiting for the Punchline - Sortie : 30 janvier 1995 - Label : A&M             | 40                     | 46                     | —                      | 37                     | —                      | —                      | 30                     | 15                     | —                      | —                      | 10                     | —                      | —                      | —                      | 65                     | 29                     | 24                     | 10                     | —                                                              |
| Saudades de Rock - Sortie : 1er août 2008 - Label : Fontana / Frontiers Music  | 78                     | —                      | —                      | —                      | —                      | —                      | —                      | —                      | —                      | —                      | 148                    | —                      | —                      | —                      | —                      | —                      | —                      | —                      | —                                                              |
| Six - Sortie : 9 juin 2023 - Label : earMUSIC                                  | 67                     | 8                      | 32                     | 6                      | 49                     | 31                     | —                      | 8                      | 36                     | 49                     | 46                     | 71                     | —                      | —                      | 46                     | —                      | 4                      | 22                     | —                                                              |
| "—" indique que l'album n'entra pas dans les classements musicaux de ces pays. |                        |                        |                        |                        |                        |                        |                        |                        |                        |                        |                        |                        |                        |                        |                        |                        |                        |                        |                                                                |

### Albums Live
| Titre                                   | Détails                                            | Classements des ventes |
| Titre                                   | Détails                                            | USA                    |
| --------------------------------------- | -------------------------------------------------- | ---------------------- |
| Take Us Live                            | - Sortie : 23 avril 2010 - Label : Frontiers Music | —                      |
| Pornograffitti Live 25 / Metal Meltdown | - Sortie : 4 novembre 2016 - Label : Loud & Proud  | —                      |

### Compilations
| Titre                                                                | Détails                                             | Classements des ventes |
| Titre                                                                | Détails                                             | USA                    |
| -------------------------------------------------------------------- | --------------------------------------------------- | ---------------------- |
| The Best of Extreme: An Accidental Collocation of Atoms?             | - Sortie : 10 mars 1998 - Label : A&M               |                        |
| Extreme - The Collection                                             | - Sortie : 15 juillet 2002 - Label : Spectrum Music | —                      |
| The Best of Extreme - 20th Century Masters The Millennium Collection | - Sortie : 2002 - Label : A&M                       | —                      |

## Extended plays
- Ces deux Ep sont sortis uniquement au Japon.

| Titre          | Détails                                                               |
| -------------- | --------------------------------------------------------------------- |
| Extragraffitti | - Sortie: 21 novembre 1990 - Label: A&M Records - Format: CD 7 titres |
| Running Gag    | - Sortie: 7 juillet 1995 - Label: A&M - Format: CD 5 titres           |

## Singles
| Titre | Classements des ventes | Classements des ventes | Classements des ventes | Classements des ventes | Classements des ventes | Classements des ventes | Classements des ventes | Classements des ventes | Classements des ventes | Classements des ventes | Classements des ventes | Classements des ventes | Classements des ventes | Classements des ventes | Classements des ventes | Classements des ventes | De l'album                 |
| Titre | USA Hot 100            | USA Main,              | ALL                    | AUS                    | AUT                    | BEL (V)                | CAN                    | FRA                    | IRL                    | ITA                    | NOR                    | N-Z                    | P-B                    | SUÈ                    | SUI                    | UK                     | De l'album                 |
| --- | ---------------------- | ---------------------- | ---------------------- | ---------------------- | ---------------------- | ---------------------- | ---------------------- | ---------------------- | ---------------------- | ---------------------- | ---------------------- | ---------------------- | ---------------------- | ---------------------- | ---------------------- | ---------------------- | -------------------------- |
| Play with Me - Sortie : février 1989 - Label: A&M | —                      | —                      | —                      | —                      | —                      | —                      | —                      | —                      | —                      | —                      | —                      | —                      | —                      | —                      | —                      | —                      | Extreme                    |
| Kid Ego - Sortie: 1989 - Face B: Play with Me - Label: A&M | —                      | 39                     | —                      | —                      | —                      | —                      | —                      | —                      | —                      | —                      | —                      | 13                     | —                      | —                      | —                      | —                      | Extreme                    |
| Little Girls - Sortie: juillet 1989 - Face B: Nice Place to Visit - Label: A&M                                                                                | —                      | —                      | —                      | —                      | —                      | —                      | —                      | —                      | —                      | —                      | —                      | —                      | —                      | —                      | —                      | —                      | Extreme                    |
| Mutha (Don't Wanna Go to School Today) - Sortie: septembre 1989 - Face B: Teacher's Pet - Label: A&M                                                          | —                      | —                      | —                      | —                      | —                      | —                      | —                      | —                      | —                      | —                      | —                      | —                      | —                      | —                      | —                      | —                      | Extreme                    |
| Decadence Dance - Sortie: août 1990 - Face B: Money (In God We Trust) - Label: A&M                                                                            | —                      | 45                     | —                      | —                      | —                      | —                      | —                      | —                      | —                      | —                      | —                      | —                      | —                      | —                      | —                      | 36                     | Extreme II: Pornograffitti |
| More Than Words - Sortie: 25 mars 1991 - Face B: Kids Ego / Nice Place to Visit - Label: A&M - Or Platine · Or Platine · Or Platine · Or Platine · Or Platine | 1                      | 12                     | 8                      | 2                      | 13                     | 1                      | 1                      | 8                      | 2                      | —                      | 4                      | 1                      | 1                      | 4                      | 3                      | 2                      | Extreme II: Pornograffitti |
| Get the Funk Out - Sortie : juin 1991 - Face B : Li'l Jack Horny - Label: A&M                                                                                 | —                      | 34                     | —                      | —                      | —                      | —                      | —                      | —                      | 24                     | —                      | —                      | —                      | 33                     | —                      | —                      | 19                     | Extreme II: Pornograffitti |
| Hole Hearted - Sortie: juillet 1991 - Face B: Suzi (Wants Her All Day What?) - Label: A&M                                                                     | 4                      | 2                      | 48                     | 24                     | —                      | 44                     | 3                      | —                      | 9                      | —                      | —                      | 8                      | 9                      | 30                     | —                      | 12                     | Extreme II: Pornograffitti |
| Song for Love - Sortie: 21 avril 1992 - Face B: Love of My Life - Label: A&M                                                                                  | —                      | —                      | —                      | —                      | —                      | —                      | —                      | —                      | 18                     | —                      | —                      | —                      | —                      | —                      | —                      | 12                     | Extreme II: Pornograffitti |
| Rest in Peace - Sortie: 5 septembre 1992 - Face B: Peacemaker Die - Label: A&M                                                                                | 96                     | 1                      | —                      | —                      | —                      | —                      | 21                     | —                      | —                      | 19                     | —                      | 19                     | 31                     | 24                     | 20                     | 13                     | III Sides of Every Story   |
| Stop the World - Sortie: 2 novembre 1992 - Face B: Christmas Time Again - Label: A&M                                                                          | 95                     | 9                      | —                      | —                      | —                      | —                      | 53                     | —                      | —                      | —                      | —                      | —                      | —                      | —                      | —                      | 22                     | III Sides of Every Story   |
| Tragic Comic - Sortie : 25 janvier 1993 - Face B : Help - Label: A&M                                                                                          | —                      | —                      | —                      | —                      | —                      | —                      | 85                     | —                      | —                      | —                      | —                      | —                      | —                      | —                      | —                      | 15                     | III Sides of Every Story   |
| Am I Ever Gonna Change? - Sortie : mars 1993 - US Promo - Label: A&M                                                                                          | —                      | 10                     | —                      | —                      | —                      | —                      | —                      | —                      | —                      | —                      | —                      | —                      | —                      | —                      | —                      | —                      | III Sides of Every Story   |
| There Is No God - Sortie: 1994 - Face B: Never Be Funked - Label: A&M                                                                                         | —                      | —                      | —                      | —                      | —                      | —                      | —                      | 86                     | —                      | —                      | —                      | —                      | —                      | —                      | —                      | —                      | Waiting for the Punchline  |
| Hip Today - Sortie : février 1995 - Face B : There Is No God (Edit) - Label: A&M                                                                              | —                      | 26                     | —                      | —                      | —                      | —                      | 64                     | —                      | —                      | —                      | —                      | —                      | —                      | —                      | —                      | 44                     | Waiting for the Punchline  |
| Cynical - Sortie: 1995 - Face B: Tell Me Something I Don't Know (Live) - Label: A&M                                                                           | —                      | —                      | —                      | —                      | —                      | —                      | —                      | —                      | —                      | —                      | —                      | —                      | —                      | —                      | —                      | —                      | Waiting for the Punchline  |
| Star - Sortie: 2008 - Face B: Ghost (Radio Edit & LP version) - Label: Frontiers Music                                                                        | —                      | —                      | —                      | —                      | —                      | —                      | —                      | —                      | —                      | —                      | —                      | —                      | —                      | —                      | —                      | —                      | Saudades de Rock           |
| Rise - Sortie : 2023 - Promo - Label:earMUSIC | —                      | —                      | —                      | —                      | —                      | —                      | —                      | —                      | —                      | —                      | —                      | —                      | —                      | —                      | —                      | —                      | Six                        |
| Banshee - Sortie : 27 octobre 2023 - Face B : # Rebel - Label: earMUSIC                                                                                       | —                      | —                      | —                      | —                      | —                      | —                      | —                      | —                      | —                      | —                      | —                      | —                      | —                      | —                      | —                      | —                      | Six                        |
| "—" indique que l'album n'entra pas dans les classements musicaux de ces pays.                                                                                |                        |                        |                        |                        |                        |                        |                        |                        |                        |                        |                        |                        |                        |                        |                        |                        |                            |